# Clara Hughes
Clara Hughes (Winnipeg, 27 settembre 1972) è un'ex ciclista su strada, pistard ed ex pattinatrice di velocità su ghiaccio canadese.
È una dei cinque atleti che hanno vinto medaglie olimpiche sia nei Giochi estivi che in quelli invernali, e l'unica che ha vinto più di una medaglia in entrambi i Giochi.

## Carriera

### Ciclismo
Nata a Winnipeg, nel Manitoba, Hughes si diploma alla Elmwood High School. Inizia l'attività sportiva praticando il pattinaggio di velocità, ma nel 1990 sceglie di passare al ciclismo, gareggiando sia su pista che su strada.
Nel ciclismo ottiene presto successi a livello mondiale. Ai campionati del mondo su strada 1995 vince una medaglia d'argento nella prova a cronometro. Partecipa poi ai Giochi olimpici di Atlanta 1996, conquistando due medaglie di bronzo, una nella gara su strada ed una in quella a cronometro, e a quelli di Sydney 2000.
Fino a tutto il 2003 partecipa per quattro volte ai Giochi panamericani (1991, 1995, 1999 e 2003) aggiudicandosi otto medaglie; gareggia anche in tre edizioni dei Giochi del Commonwealth (1990, 1994 e 2002), vincendo un oro nella cronometro su strada ed un bronzo nella corsa a punti su pista. Partecipa anche per quattro volte al Tour de France femminile, e vince il Women's Challenge nel 1994 ed il Liberty Classic nel 1997, oltre a cinque titoli nazionali canadesi.
Al termine della stagione 2003 lascia il ciclismo professionistico per dedicarsi completamente al pattinaggio di velocità. Nel 2008, durante i Giochi olimpici di Pechino, ricopre comunque il ruolo di commentatrice delle gare di ciclismo per la Canadian Broadcasting Corporation.
Nel 2011, all'età di trentotto anni, ritorna al ciclismo professionistico: in quella stagione vince due titoli su strada ai campionati panamericani e il campionato nazionale a cronometro. Ripete quest'ultimo successo anche l'anno dopo (sette in totale i titoli nazionali per lei) gareggiando tra le file del Team Specialized-Lululemon. Sempre nel 2012 viene selezionata per i Giochi olimpici di Londra, a dodici anni dall'ultima partecipazione a Sydney: nella rassegna londinese si classifica trentaduesima nella prova in linea su strada e quinta in quella a cronometro.

### Pattinaggio di velocità su pista lunga

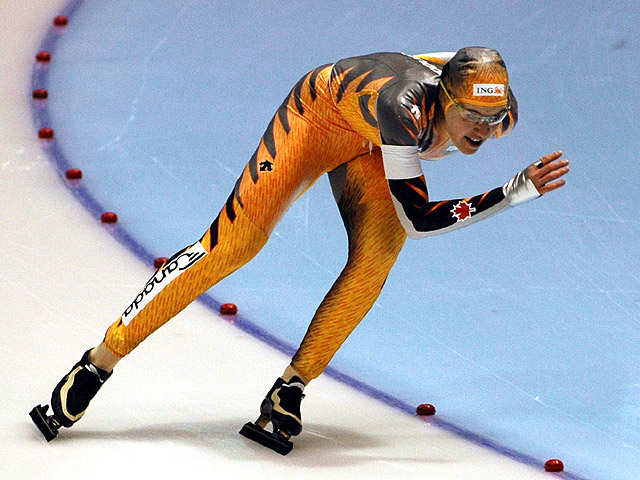
Hughes in gara nel 2007

Nella stagione 2000/2001 Hughes torna a gareggiare nel pattinaggio di velocità, partecipando ai campionati mondiali di Salt Lake City, dove si piazza undicesima nei 3000 m.
Nella stagione successiva si qualifica per i Giochi olimpici invernali di Salt Lake City. Dopo essersi classificata decima nei 3000 m, vince la medaglia di bronzo nei 5000 m precedendo la connazionale Cindy Klassen. Con questo alloro diventa la quinta atleta in grado di ottenere medaglie sia ai Giochi olimpici estivi che a quelli invernali, seconda donna e, curiosamente, anche seconda pattinatrice – Christa Luding-Rothenburger aveva infatti vinto un oro nel pattinaggio di velocità 1000 m ed un argento nella velocità di ciclismo su pista nel 1988.

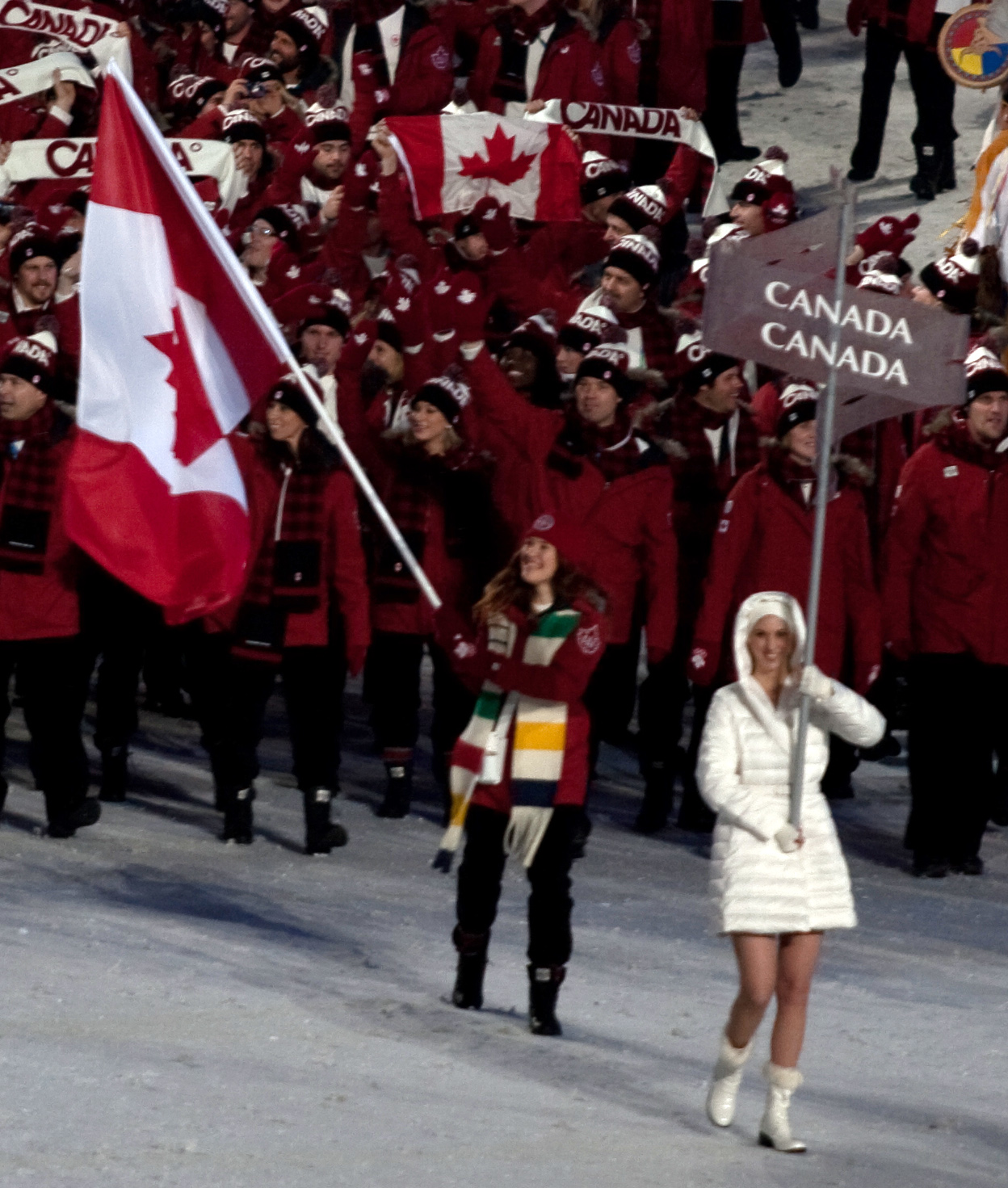
La squadra canadese entra nel BC Place, guidata da Clara Hughes, durante i giochi olimpici invernali del 2010.

Nel 2006 diventa l'unica atleta capace di conquistare medaglie in più edizioni di entrambi i Giochi olimpici: ai Giochi invernali di Torino, infatti, vince la medaglia d'oro sulla distanza dei 5000 m, la prima per lei, ed una medaglia d'argento nell'inseguimento a squadre.
Il 29 gennaio 2010 annuncia di essere la portabandiera canadese ai Giochi olimpici di Vancouver. In quei Giochi conquista una medaglia di bronzo nei 5000 m: in quella gara stabilisce il nuovo record mondiale con 6'55"73, prima di essere in brevissimo tempo superata dalla tedesca Stephanie Beckert e dalla vincitrice dell'oro, la ceca Martina Sáblíková. Con questa medaglia, la sesta per lei, eguaglia comunque il record canadese di allori olimpici vinti, detenuto da Cindy Klassen.
Con il tempo 14'19"73 Hughes è stata detentrice del record mondiale sui 10 000 m. Il primato, realizzato il 12 marzo 2005 a Calgary, è stato battuto un anno dopo da Martina Sáblíková, ma rappresenta tuttora il record nazionale canadese.

### Donazioni e volontariato
Hughes è coinvolta nel progetto benefico di Right To Play, organizzazione umanitaria internazionale che utilizza lo sport come mezzo per migliorare le condizioni di vita dei ragazzi nelle aree depresse. Seguendo l'esempio del pattinatore statunitense Joey Cheek, Hughes ha donato 10 000 dollari all'associazione dopo la vittoria sulla distanza dei 5000 m ai Giochi olimpici di Torino nel 2006..

## Palmarès
- 1992

Campionati canadesi, Prova in linea
Japan Cup
- 1993

Campionati canadesi, Prova a cronometro
1ª tappa Tour de la CEE
- 1994

Campionati canadesi, Prova a cronometro
3ª tappa Étoile des Vosges
1ª tappa Tour de l'Aude
11ª tappa Tour de l'Aude
3ª tappa International Challenge
5ª tappa International Challenge
Classifica generale International Challenge
1ª tappa Tour Cycliste
3ª tappa Masters Féminin
- 1995

Campionati canadesi, Prova a cronometro
1ª tappa Tour de l'Aude
11ª tappa Tour de l'Aude
Liberty Classic
- 1996

8ª tappa International Challenge
11ª tappa International Challenge
1ª tappa Tour de Toona
- 1998

2ª tappa Redlands Bicycle Classic
5ª tappa Redlands Bicycle Classic
1ª tappa Sea Otter Classic
3ª tappa Sea Otter Classic
Classifica generale Sea Otter Classic
2ª tappa Tour de Snowy
1ª tappa Tour of Willamette
- 1999

Campionati canadesi, Prova a cronometro
Campionati canadesi, Prova in linea
2ª tappa Flèche Gasconne
6ª tappa Grand Prix du Canada
- 2000

Campionati canadesi, Prova a cronometro
5ª tappa Redlands Bicycle Classic
10ª tappa Tour de l'Aude
- 2002

Giochi del Commonwealth, Prova a cronometro
- 2011

3ª tappa Tour of the Gila
4ª tappa Tour of the Gila
Classifica generale Tour of the Gila
Campionati panamericani, Prova a cronometro
Campionati panamericani, Prova in linea
Chrono Gatineau
Campionati canadesi, Prova a cronometro
2ª tappa Mt. Hood Cycling Classic
2ª tappa Cascade Cycling Classic
- 2012

Chrono Gatineau
Campionati canadesi, Prova a cronometro

## Piazzamenti

### Competizioni mondiali
- Campionati del mondo di ciclismo

Oslo 1993 - In linea: 18ª
Agrigento 1994 - In linea: 21ª
Agrigento 1994 - Cronometro: 4ª
Duitama 1995 - In linea: 30ª
Duitama 1995 - Cronometro: 2ª
Lugano 1996 - In linea: 30ª
Lugano 1996 - Cronometro: 5ª
Verona 1999 - Cronometro: 7ª
Copenaghen 2011 - Cronometro: 4ª
Copenaghen 2011 - In linea: 103ª
- Giochi olimpici

Atlanta 1996 - In linea: 3ª
Atlanta 1996 - Cronometro: 3ª
Sydney 2000 - In linea: 43ª
Sydney 2000 - Cronometro: 6ª
Londra 2012 - In linea: 32ª
Londra 2012 - Cronometro: 5ª
Nel pattinaggio di velocità ha conseguito i seguenti risultati:
- Campionati mondiali

Berlino 2003 - 5000 metri: 2ª
Seul 2004 - 5000 metri: vincitrice
Inzell 2005 - 5000 metri: 3ª
Inzell 2005 - Inseguimento a squadre: 2ª
Nagano 2008 - 5000 metri: 2ª
Vancouver 2009 - 5000 metri: 2ª
- Giochi olimpici invernali

Salt Lake City 2002 - 3000 metri: 10ª
Salt Lake City 2002 - 5000 metri: 3ª
Torino 2006 - 3000 metri: 9ª
Torino 2006 - 5000 metri: vincitrice
Torino 2006 - Inseguimento a squadre: 2ª
Vancouver 2010 - 3000 metri: 5ª
Vancouver 2010 - 5000 metri: 3ª